# インシュレーター
インシュレーター （insulator）とは、何らかの作用の遮断を目的として用いる絶縁材。

## 電気工学
絶縁体、絶縁材の意味。素材としては、碍子のセラミックスや、各種放電管のガラス、整流子電動機や基板のベークライトが代表的な素材であるほか、紙も用いられる。

## 電子工学
一般的な絶縁体を意味する。これに関する技術として、リーク電流を減らすSOIなどがある。

## 機械工学
原動機、ギアボックス、その他の振動を発する機械装置を支持するマウントや、機器を振動から守るために用いられる防振材。金属ばね、ゴム、シリコーン、ナイロン、ウレタンなど、弾性や塑性のある材料が一般的。

## 遺伝子工学
インスレーター (遺伝学)

## 建築材
防火材や防音材のことを指す。木質系床材に重量物を置く場合に緩衝材として利用し、傷がつかないようにする。

## オーディオ
オーディオ分野においては、用途は機械工学的なインシュレーターに近くスピーカーやアンプなど各機器から生じる振動を設置面または他の機器との間で干渉させないために用いられる。振動の吸収を目的としたもの、振動を速やかに逃すのを目的としたものがあり、材質や形状もゴム等の弾性素材の他、石材・金属等の硬質素材など多岐にわたり、構造・形状も様々な物が販売や制作されている。
狭義ではオーディオ用のインシュレーターは3点支持や4点支持など機材を点で支える物とされ、面で支える板状の物は「オーディオボード」等と呼ばれ区別される。インシュレーターとオーディオボードは組み合わせて使用される場合もある。また、機材を設置するラック（オーディオラック）やスピーカースタンドなどもインシュレーターとしての機能を要求される場合がある。
インシュレーターを設置することで音が変わる事は物理的にも説明はつくが、良い音になったかどうかは、聴取する側の主観による要素が多いため（個人の好みやプラシーボ効果など）、音質向上を謳っているインシュレータ商品でも、実際の効能としては疑わしいものも少なくない。
なお、真空管を使ったアンプでは振動がノイズの原因となるので、効果がないとは必ずしも言い切れない。